# Albert Stuivenberg
Albert Stuivenberg (Rotterdam, 5 augustus 1970) is een Nederlands voetbaltrainer en voormalig voetballer.

## Carrière
Hij doorliep de jeugdopleiding van Feyenoord en speelde bij HFC Haarlem en Telstar. In 1986 raakte hij ernstig geblesseerd en moest hij drie jaar later noodgedwongen zijn profcarrière definitief beëindigen. Stuivenberg doorliep de CIOS en behaalde zijn trainersdiploma's. In 1992 werd hij jeugdcoach en in 2001 hoofd jeugdopleiding(en) bij Feyenoord. Tussendoor werkte hij een jaar in België bij RWDM in het kader van het samenwerkingsverband tussen beide clubs. In 2004 ging hij aan de slag bij Al-Jazira Club in Abu Dhabi.
Terug in Nederland trad Stuivenberg in 2006 in dienst bij de KNVB als coach van het Nederlands elftal voor spelers onder 17 jaar, als vervanger van Ruud Kaiser. Onder leiding van Stuivenberg plaatste Nederland onder 17 zich voor het EK in 2007 (België), 2008 (Turkije, halve finale), 2009 (Duitsland, 2e plaats), 2011 (Servië) en 2012 (Slovenië). In 2011 en 2012 werd hij met Nederland onder 17 Europees kampioen. In 2013 wist het Nederlands jeugdelftal zich niet te plaatsen voor het EK in Slovenië.
Vanaf het voetbalseizoen 2014/2015 was Stuivenberg twee seizoenen assistent-trainer bij Manchester United, dat onder leiding stond van Louis van Gaal.
Vanaf 27 december 2016 was Stuivenberg coach van KRC Genk. Hij volgde er de ontslagen Peter Maes op maar werd zelf op 10 december 2017 ontslagen wegens tegenvallende resultaten.
2 Saliba ·
3 Tierney ·
4 White ·
5 Partey ·
6 Gabriel ·
7 Saka ·
8 Ødegaard ·
9 Jesus ·
11 Martinelli ·
12 Timber ·
15 Kiwior ·
17 Zintsjenko ·
18 Tomiyasu ·
19 Trossard ·
20 Jorginho ·
22 Raya ·
23 Merino ·
29 Havertz ·
30 Sterling ·
32 Neto ·
33 Calafiori ·
41 Rice ·
49 Lewis-Skelly ·
53 Nwaneri ·
Coach: Arteta
· Assistent-coach: Stuivenberg